# Книга Талиесина
Книга Талие́сина (валл. Llyfr Taliesin) — средневековая валлийская рукопись, записанная на средневаллийском и датируемая первой половиной XIV века, одна из так называемых «Четырёх древних книг Уэльса». Под номенклатурным названием Peniarth MS 2 входит в коллекцию Национальной библиотеки Уэльса.
Манускрипт в настоящее время неполный, отсутствует ряд оригинальных страниц, в том числе и первая. Записан одной рукой, предположительно в Гламоргане. Во всяком случае, пером этого же писца были созданы ещё четыре рукописи: Mostyn 117 и Peniarth 6 из фонда НБУ, и юридические тексты семейства Кивнерт, сохранённые в томах Harley 4353 и Cotton Cleopatra A.xiv в Британской библиотеке, традиционно отождествляемые с юго-восточным Уэльсом.

## История
История книги неизвестна до XVII века, когда рукопись обнаруживается в Радноршире в собственности Хью Майлса, а затем его кузена Джона Льюиса из Лленвена. С 1631 по 1634 год известный антиквар Джон Дэвис из Маллуйда снимает с «Книги Талиесина» копию, а сама книга не позднее 1655 года оказывается в коллекции Роберта Вогана в Хенгурте, Мерионетшир, где и находится до 1859 года, когда по завещанию переходит другому известному антиквару Уильяму Уоткину Уинну из Пениарта. В 1904 году библиотека Хенгурт-Пениарт становится собственностью сэра Джона Уильямса, который в 1907 году передает коллекцию книг в фонд недавно созданной Национальной библиотеки Уэльса.
Название «Книга Талиесина», по всей видимости, впервые используется в 1707 году в сочинении Archaeologia Britannica Эдварда Ллуйда, однако само имя великого поэта Талиесина неоднократно упоминается в рукописи (не только для атрибуции авторства), равно как и персонажи и эпизоды традиционно связываемые с его именем.

## Содержание
Литературный материал рукописи представляет собой сборник средневековой валлийской поэзии, при этом традиционно считается, что сами произведения были созданы много ранее записи манускрипта, не отрицается также возможность того, что и коллекция сама по себе существовала в таком виде до создания «Книги Талиесина». Поэтические произведения, общим количеством в 57 стихотворений, сохранённых в манускрипте, можно разделить на следующие группы:
- Поэмы «легендарного Талиесина» (всего 15 произведений) — в том числе известная Cad Goddau[англ.] («Битва Деревьев»), а также «Добычи Аннувна» (Preiddeu Annwn), Cadair Ceridwen («Кресло Керидвен»), Canu y Medd («Песнь мёду»), Canu y Cwrw («Песнь элю») и другие;
- Религиозные и духовные поэмы (всего — 7);
- Стихотворения, посвящённые Гваллаугу (всего — 2);
- Пророчества (всего — 10) — составляющие цикл пророчеств Armes Prydein[англ.] («Пророчество Британии»);
- Хвалебные стихотворения (всего — 14) — из них восемь посвящены Уриену, покровителю Талиесина, два — Александру Великому, по одному — королю Артуру и Гераклу;
- Элегии (валл. marwnad или «песнь на смерть», всего — 7);
- Поэмы Canu y Byd Mawr («Песнь о макрокосме») и Canu y Byd Bychan («Песнь о микрокосме»).

## В массовой культуре
- В честь «Книги Талиесина» рок-группой «Deep Purple» был назван их альбом 1968 года — «The Book of Taliesyn».
- У российской рок-группы «Аквариум» есть песня «Кад Годдо» (входит в альбом «Дети Декабря», 1986). Текст этой песни напрямую перекликается с поэмой Талиесина[1][2].
- В Бресте есть фолк-группа Cad Goddeu, исполняющая средневековую музыку.[3].
- Джон Уильямс  использовал грубый перевод на санскрит в своей теме "Дуэль судеб"[англ.] для первого эпизода Звёздных Войн.